# Waterpolo als Jocs Olímpics d'estiu de 1908

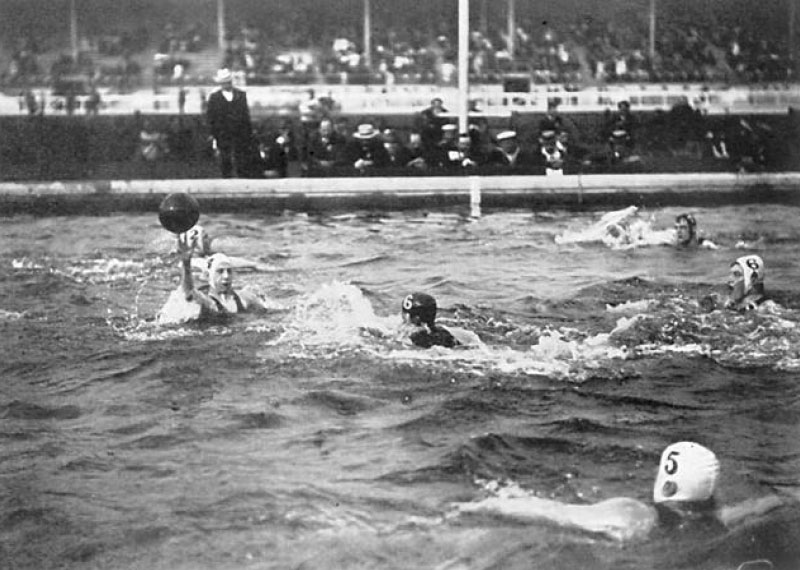
Fotografia de la competició de waterpolo als Jocs Olímpics d'estiu de 1908.

Als Jocs Olímpics de 1908 realitzats a la ciutat de Londres es disputà un torneig de waterpolo en categoria masculina entre els dies 15 i 22 de juliol d'aquell any.

## Resum de medalles
| Prova             | Or | Argent | Bronze |
| Waterpolo masculí | Regne Unit George Cornet · Charles Forsyth · George Nevinson · Paul Radmilovic · Charles Sydney Smith · Thomas Thould · George Wilkinson | Bèlgica Victor Boin · Herman Donners · Fernand Feyaerts · Oscar Grégoire · Herman Meyboom · Albert Michant · Joseph Pletinckx | Suècia Robert Andersson · Erik Bergvall · Pontus Hanson · Harald Julin · Torsten Kumfeldt · Axel Runström · Gunnar Wennerström |

## Nacions participants
Hi havien de participar cinc equips, si bé Àustria abandonà el torneig abans de disputar la seva semifinal.
| Bèlgica                                                                                                   | Països Baixos                                                                             | Regne Unit | Suècia |
| Victor Boin Herman Donners Fernand Feyaerts Oscar Grégoire Herman Meyboom Albert Michant Joseph Pletinckx | Bouke Benenga Johan Cortlever Jan Hulswit Eduard Meijer Karel Meijer Piet Ooms Johan Rühl | George Cornet Charles Forsyth George Nevinson Paul Radmilovic Charles Sydney Smith Thomas Thould George Wilkinson | Robert Andersson Erik Bergvall Pontus Hanson Harald Julin Torsten Kumfeldt Axel Runström Gunnar Wennerström |

## Medaller
| Posició | País       | Or | Argent | Bronze | Total |
| 1       | Regne Unit | 1  | 0      | 0      | 1     |
| 2       | Bèlgica    | 0  | 1      | 0      | 1     |
| 3       | Suècia     | 0  | 0      | 1      | 1     |

## Resultats

### Primera ronda
Sols es va disputar un partit en la primera ronda entre Bèlgica i els Països Baixos. El Regne Unit, Suècia i Àustria passaren directament a la següent ronda, tot i que Àustria no acabà competint.
|  | Bèlgica                        | 8  | - | 1  | Països Baixos |  |
|  | Feyaerts 6, Donners, Pletinckx | (3 | - | 1) | K. Meijer     |  |

#### Semifinals
Àustria abandonà abans de començar i va deixar via lliure al Regne Unit fins a la final.
|  | Bèlgica                                      | 8  | - | 4  | Suècia              |  |
|  | Grégoire 3, Meyboom 2, Pletinckx 2, Feyaerts | (4 | - | 2) | Hanson 3, Andersson |  |

#### Final
El primer partit del Regne Unit en aquest torneig fou la final contra Bèlgica, que per arribar-hi havia guanyat ja dos partits.
|  | Bèlgica            | 2  | - | 9  | Regne Unit                           |  |
|  | Feyaerts, Grégoire | (2 | - | 5) | Wilkinson 4, Forsyth 3, Radmilovic 2 |  |

### Golejadors
11 jugadors van marcar en els tres partits del torneig. El capità belga, Fernand Feyaerts, marcà 8 gols, sis d'ells en un sol partit, alhora que marcà en cadascun dels tres partits disputats.
| Posició | Nom              | País          | Gols |
| ------- | ---------------- | ------------- | ---- |
| 1       | Fernand Feyaerts | Bèlgica       | 8    |
| 2       | Oscar Grégoire   | Bèlgica       | 4    |
| 2       | George Wilkinson | Regne Unit    | 4    |
| 4       | Charles Forsyth  | Regne Unit    | 3    |
| 4       | Pontus Hanson    | Suècia        | 3    |
| 4       | Joseph Pletinckx | Bèlgica       | 3    |
| 7       | Herman Meyboom   | Bèlgica       | 2    |
| 7       | Paul Radmilovic  | Regne Unit    | 2    |
| 9       | Robert Andersson | Suècia        | 1    |
| 9       | Herman Donners   | Bèlgica       | 1    |
| 9       | Karel Meijer     | Països Baixos | 1    |